# 硫酸抱合
硫酸抱合（Sulfate conjugate）とは、血中の物質を硫酸エステル化（-OSO3−）して分子の極性を高め、排出し易い有機陰イオンに変換する事である。硫酸抱合体は、内因性および外因性化合物の代謝による硫酸との抱合によって生じる。
硫酸エステルの生合成には、活性化された硫酸供与体、通常はアデノシン5'-ホスホ硫酸（APS）または3'-ホスホアデノシン-5'-ホスホ硫酸（PAPS）が必要である。硫酸エステルは、スルファターゼ酵素によって加水分解され、親アルコールと硫酸イオンを放出する。
ステロイドの硫酸化は、全てのステロイド抱合の中で最も一般的なものの一つである。コレステロールを除けば、硫酸デヒドロエピアンドロステロンは血漿中のステロイドの中で最も多く存在する。硫酸エストロンは、人体に存在する全てのエストロゲンの中で最も多く存在する。硫酸エストロンは、エストロン硫酸転移酵素によって合成される。

## 例
- ケルセチン3-硫酸（英語版）